# Pentaleyrodes yasumatsui
Pentaleyrodes yasumatsui là một loài côn trùng cánh nửa trong họ Aleyrodidae, phân họ Aleyrodinae.
Pentaleyrodes yasumatsui được Takahashi miêu tả khoa học đầu tiên năm 1939.